# Мискантус китайский
Мискантус китайский, или Веерник китайский (лат. Miscanthus sinensis) — многолетнее травянистое растение, вид рода Мискантус (Miscanthus) семейства Злаки (Poaceae). В диком виде встречается на Дальнем Востоке. Культивируется как декоративное растение.

## Распространение
Естественный ареал вида охватывает юг Приморского края (Россия), Корейский полуостров, Китай и Японию. Здесь растение встречается вплоть до нижнего горного пояса на более или менее открытых пространствах — травянистых склонах, лесных полянах, среди кустарников. Как заносное встречается во многих странах.

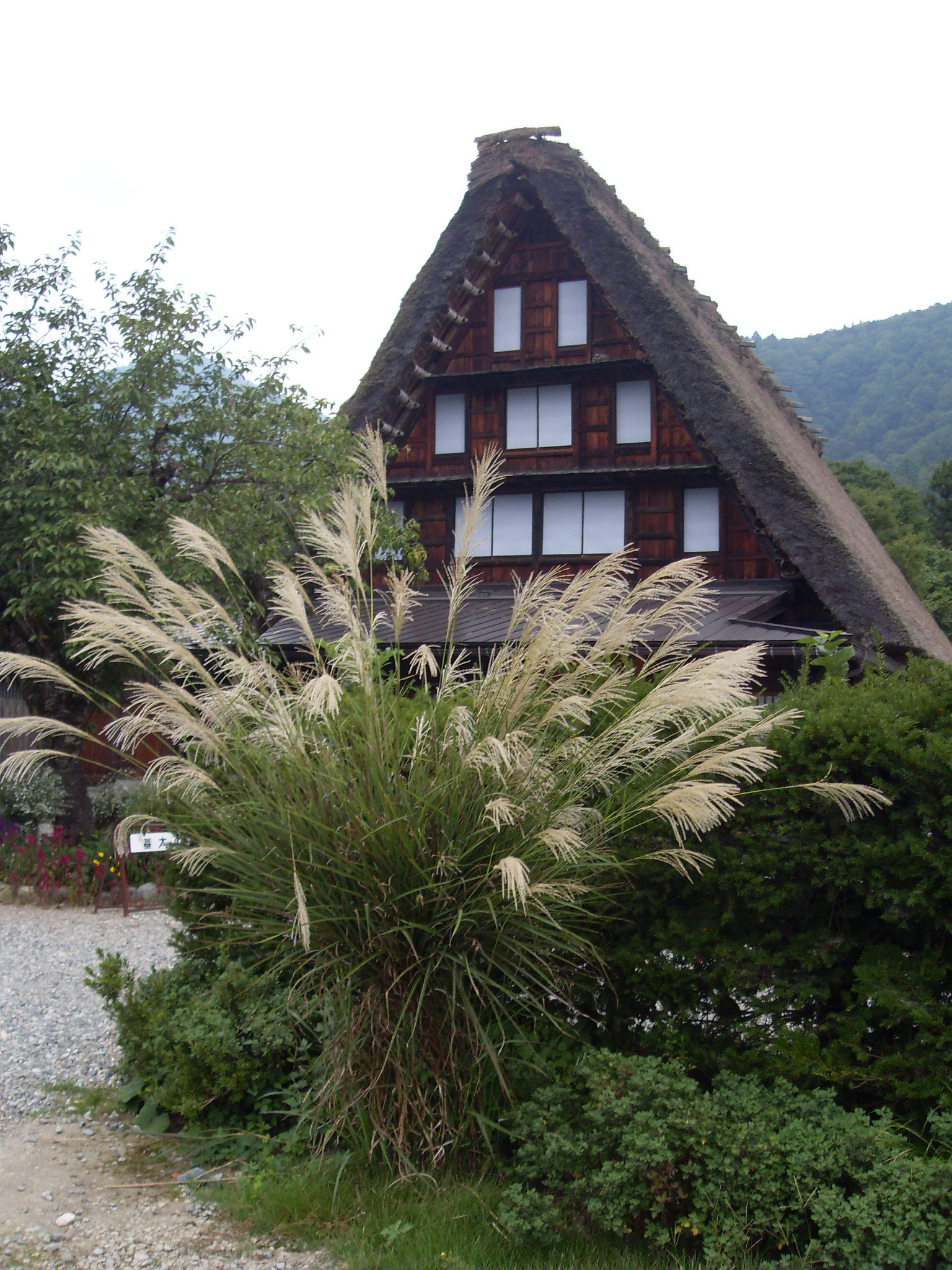
Мискантус китайский. Общий вид цветущего растения. Япония

## Ботаническое описание
Многолетнее травянистое растение, высотой от 0,8 до 2 м, иногда до 3,5 м. Образует более-менее аккуратные куртины.
Корневища короткие, ползучие, образуют крупные, относительно рыхлые дерновины. Стебли прямостоячие. Листья, расположенные в основании побегов — кожистые, чешуевидные. Стеблевые листья — линейные либо ланцетно-линейные, очень жёсткие, длинные, изогнутые, с листовым пластинками шириной от 5 до 15 мм.
Метёлки — длиной от 12 до 30 см. Колоски — на ножках (как и у всех представителей рода), длиной от 3 до 7 мм; с длинными шелковистыми волосками, отходящими от основания колосков и со спинки колосковых чешуй; из-за этих волосков метёлки выглядят серебристыми. Колосковые чешуи — тонкокожистые, по своей длине равны колоскам. В каждом колоске — один вполне развитый (плодущий) цветок; его нижняя цветковая чешуя на своей верхушке имеет коленчато согнутую ость длиной от 8 до 15 мм. На своей родине растение цветёт в конце лета — осенью.
Число хромосом: 2n = 38, 40.

## Использование, культивирование
Популярное декоративное садовое растение, декоративная трава. В парках растение рекомендуется сажать «пятнами». Хорошо смотрится в многолетних бордюрах, а также рядом с кромкой воды.
Засушенные соцветия-метёлки используются при создании сухих букетов.
Мискантус китайский называют «одним из самых красивых азиатских злаков».

### Агротехника
Растение влаголюбиво. Предпочитает плодородную, хорошо дренированную почву. Размещать растения лучше в местах с прямыми солнечными лучами. Старые омертвевшие стебли срезают на уровне земли — делают это обычно тогда, когда они сами начинают падать. Размножение — делением куртин поздней весной.
Морозостойкость умеренная. Зоны морозостойкости — от 4 до 10.

### Сорта
Выведено большое число сортов мискунтуса китайского, отличающихся размером растений, формой и окраской листьев.